# 黄肇兴
黄肇兴（1909年—1990年），男，江苏镇江人，中国经济学家、会计学家、教育家，曾任中国会计学会副会长，第四、五届全国政协委员。